# 1090 w literaturze
Wydarzenia literackie w 1090 roku.

## Urodzili się
- Al-Azimi, arabski kronikarz (zm. po 1161)
- Bernard z Clairvaux, francuski filozof i teolog (zm. 1153)
- Dōin, japoński poeta (zm. ok. 1179)
- Fujiwara no Akisuke, japoński poeta (zm. 1155)
- Eliezer ben Nathan, niemiecki poeta (zm. 1170)
- Chen Yuyi, chiński poeta (zm. 1138)

## Zmarli
- Bonizo z Sutri, włoski teolog (ur. ok. 1045)
- Fujiwara no Atsuie, japoński poeta (ur. 1033)
- Osbern z Canterbury, angielski hagiograf (ur. ok. 1050)
- Wilhelm z Poitiers, normandzki kronikarz (ur. ok. 1020)